# Green River (Wyoming)

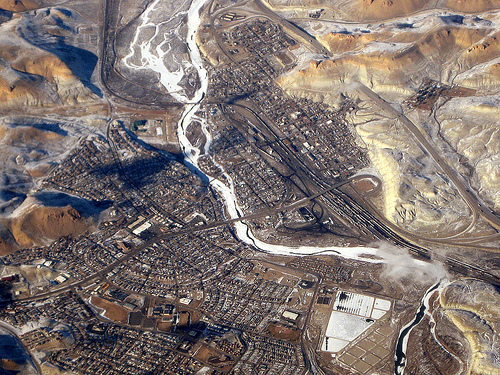
Luftansicht des Ortes

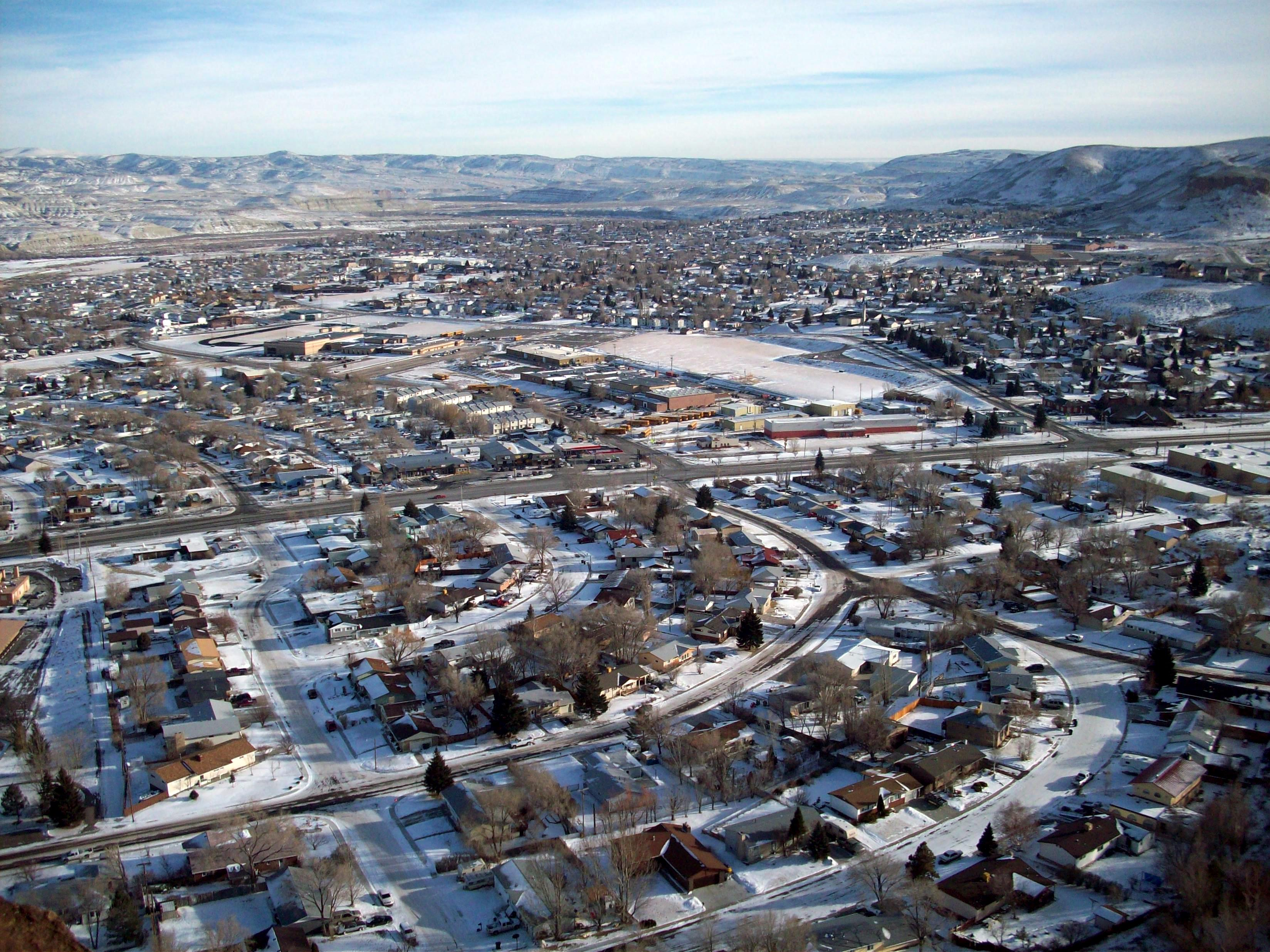
Südöstlicher Teil von Green River, fotografiert vom Mansface Hill.

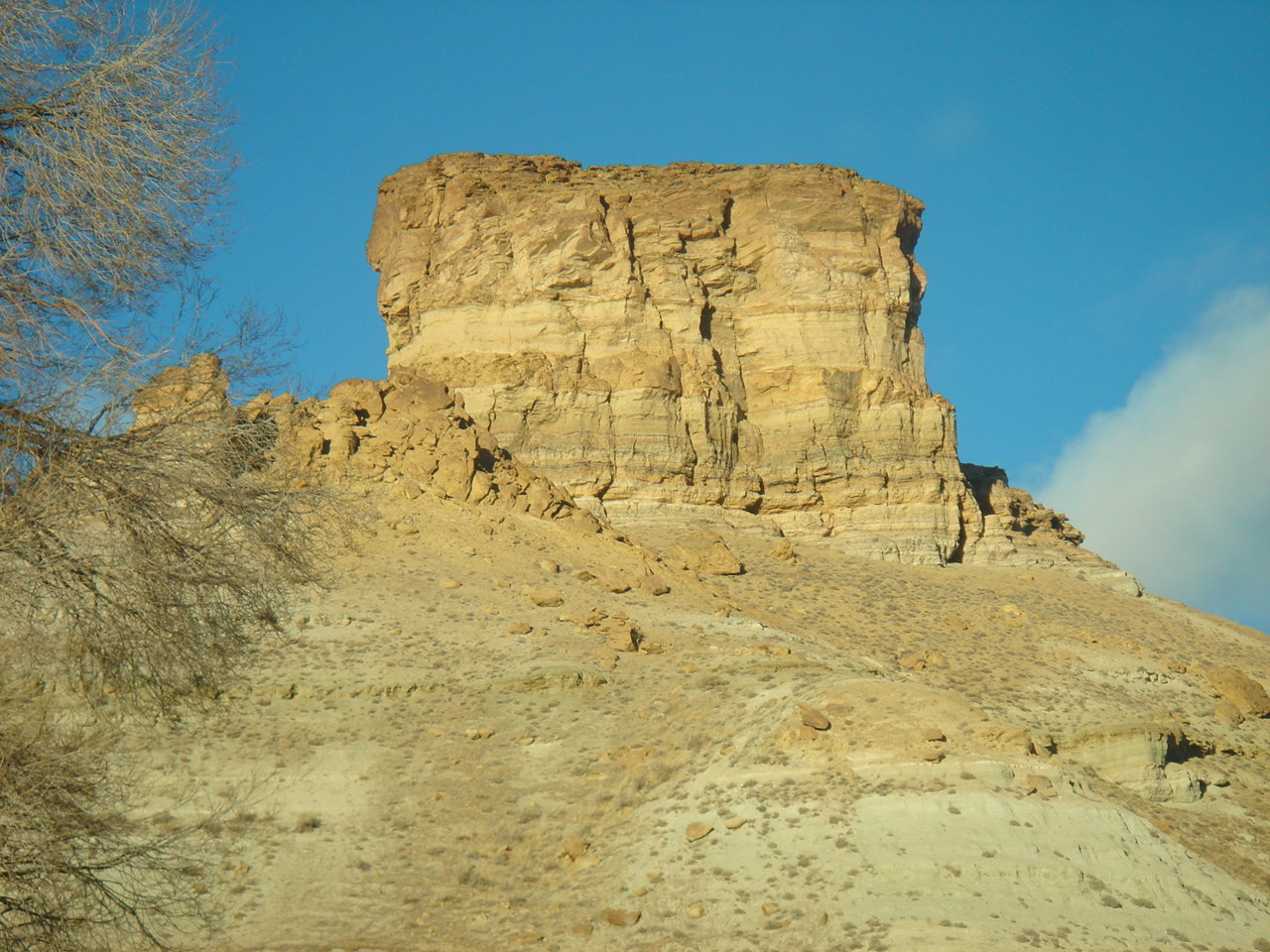
Castle Rock.

Green River ist eine Stadt im Sweetwater County im Südwesten des US-Bundesstaates Wyoming. Das U.S. Census Bureau hat bei der Volkszählung 2020 eine Einwohnerzahl von 11.825 ermittelt. Die Stadt ist nach dem Green River benannt, dem größten Nebenfluss des Colorado Rivers. Green River ist County Seat des Sweetwater Countys.

## Geschichte
Der Ort Green River erhielt 1868 offiziell das Stadtrecht. Er gehörte damals zum Dakota-Territorium. Die Stadt war Ende des 19. Jahrhunderts Ausgangspunkt der Erkundungsreisen John Wesley Powells entlang des Green Rivers, des Colorado Rivers und durch den Grand Canyon. An der Stelle des Ortes Green River sollte ursprünglich ein Stützpunkt für die Union Pacific Railroad errichtet werden, als aber die Bauarbeiten den Punkt erreichten, mussten die Planer feststellen, dass sich an diesem Ort bereits eine Siedlung gebildet hatte. Der Stützpunkt der Eisenbahngesellschaft wurde deswegen knapp zwanzig Kilometer weiter westlich errichtet.
Zum Zeitpunkt der offiziellen Eintragung als Stadt im Jahr 1868 hatte Green River etwa 2000 ständige Bewohner, die teilweise in Gebäuden wohnten, die aus Lehmziegeln errichtet waren. Mit der Errichtung des Eisenbahnstützpunktes weiter westlich ging ein rapider Rückgang der Einwohnerzahl einher. Nur etwa 100 Bewohner blieben hier. Als jedoch der Black Fork aufgrund einer Trockenperiode versiegte, war die Eisenbahngesellschaft gezwungen, ihren Stützpunkt nach Green River zu verlegen. Unter den Gesetzen des neugebildeten Staates Wyoming wurde Green River am 5. Mai 1891 zur Stadt.

## Wirtschaft und Rohstoffe
Das Becken des Green Rivers hält die weltgrößten Vorkommen an Trona. Die Gewinnung von Natriumcarbonat aus Tronaadern, deren Mächtigkeit zwischen 200 und 500 Meter beträgt, ist ein wesentlicher Wirtschaftsfaktor. In den fünf Bergwerken sind etwa 2000 Arbeitnehmer beschäftigt.
Der Bergbau ist kostengünstiger für die Produktion von Natriumcarbonat in den Vereinigten Staaten als das sonst auf der Welt überwiegend übliche synthetische Solvay-Verfahren. Das Trona im Sweetwater County entstand durch den prähistorischen Lake Gosiute. Mit der Zeit schwand dieser See. Da natürliche Abflüsse fehlten, begann hochalkalisches Wasser zu verdunsten und das Trona lagerte sich ab.
Die Minen Green Rivers werden von den folgenden fünf Gesellschaften betrieben:
- FMC Corporation
- OCI Wyoming LP
- General Chemical Corporation
- Solvay Minerals Inc.
- Church and Dwight Company Inc.

In dem geologischen Becken sind Vorkommen von Ölschiefer und Erdgas gefunden worden. Aufgrund der hohen Kosten für die Extrahierung des Öls aus dem harten Schiefergestein sind diese Vorkommen bislang nicht angetastet worden. Der jüngste Anstieg der Rohstoffpreise und der Wunsch der Vereinigten Staaten nach mehr Unabhängigkeit der Energieversorgung vom Nahen Osten führten im Green-River-Becken zu einem Anstieg der Zahl an Erkundungsbohrungen. Durch die Aktivitäten von Unternehmen wie Halliburton und Exxon sowie weiterer Ölgesellschaften hat ein Wachstum Green Rivers und der nahegelegenen Stadt Rock Springs eingesetzt.

## Geographie
Green Rivers geographische Koordinaten sind 41° 31′ N, 109° 28′ W. Der Ort liegt 1859 m über dem Meeresspiegel.
Nach den Angaben des United States Census Bureaus hat Green River eine Fläche von 36,3 km², wovon 35,5 km² auf Land und 0,8 km² (2,28 %) auf Gewässer entfallen.
Der Flaming Gorge Way bietet als Hauptstraße zwei Anschlüsse an die Interstate 80, die nach Westen in Richtung Evanston und nach Osten in Richtung Rock Springs verläuft. Westlich der Stadt verläuft der Wyoming Highway 374 in Richtung Granger, südlich führt der Wyoming Highway 530 entlang des Flaming Gorge Reservoirs bis zur Grenze zum Bundesstaat Utah.

## Demographie
Zum Zeitpunkt des United States Census 2000 bewohnten 11.808 Personen die Stadt. Die Bevölkerungsdichte betrug 861,5 Personen pro km². Es gab 4426 Wohneinheiten, durchschnittlich 124,6 pro km². Die Bevölkerung Green Rivers bestand zu 92,13 % aus Weißen, 0,27 % Schwarzen oder African American, 1,36 % Native American, 0,32 % Asian, 0,06 % Pacific Islander, 4,23 % gaben an, anderen Rassen anzugehören und 1,63 % nannten zwei oder mehr Rassen. 10,21 % der Bevölkerung erklärten, Hispanos oder Latinos jeglicher Rasse zu sein.
Die Bewohner verteilten sich auf 4177 Haushalte, von denen in 42,5 % Kinder unter 18 Jahren lebten. 64,4 % der Haushalte stellen Verheiratete, 8,4 % hatten einen weiblichen Haushaltsvorstand ohne Ehemann und 23,1 % bildeten keine Familien. 19,3 % der Haushalte bestanden aus Einzelpersonen und in 6,0 % aller Haushalte lebte jemand im Alter von 65 Jahren oder mehr alleine. Die durchschnittliche Haushaltsgröße betrug 2,80 und die durchschnittliche Familiengröße 3,22 Personen.
Die Stadtbevölkerung verteilte sich auf 31,1 % Minderjährige, 8,8 % 18–24-Jährige, 28,9 % 25–44-Jährige, 24,8 % 45–64-Jährige und 6,5 % im Alter von 65 Jahren oder mehr. Das Durchschnittsalter betrug 34 Jahre. Auf jeweils 100 Frauen entfielen 102,8 Männer. Bei den über 18-Jährigen entfielen auf 100 Frauen 100,7 Männer.
Das mittlere Haushaltseinkommen in Green River betrug 53.164 US-Dollar und das mittlere Familieneinkommen erreichte die Höhe von 59.100 US-Dollar. Das Durchschnittseinkommen der Männer betrug 51.418 US-Dollar, gegenüber 24.306 US-Dollar bei den Frauen. Das Pro-Kopf-Einkommen in Green River war 20.398 US-Dollar. 4,5 % der Bevölkerung und 3,1 % der Familien hatten ein Einkommen unterhalb der Armutsgrenze, davon waren 6,0 % der Minderjährigen und 5,3 % der Altersgruppe 65 Jahre und mehr betroffen.

## Söhne und Töchter der Stadt
- Adam Archuleta, Spieler der Chicago Bears
- Curt Gowdy (1919–2006), Sportkommentator